# Risografie

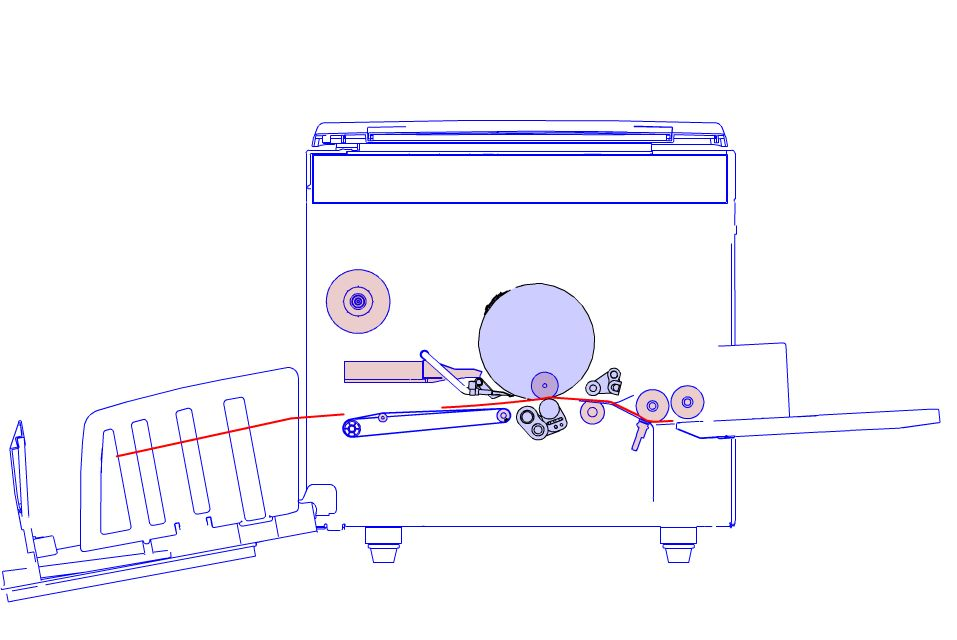
Schéma vnitřního mechanismu a pohybu papíru v risografu

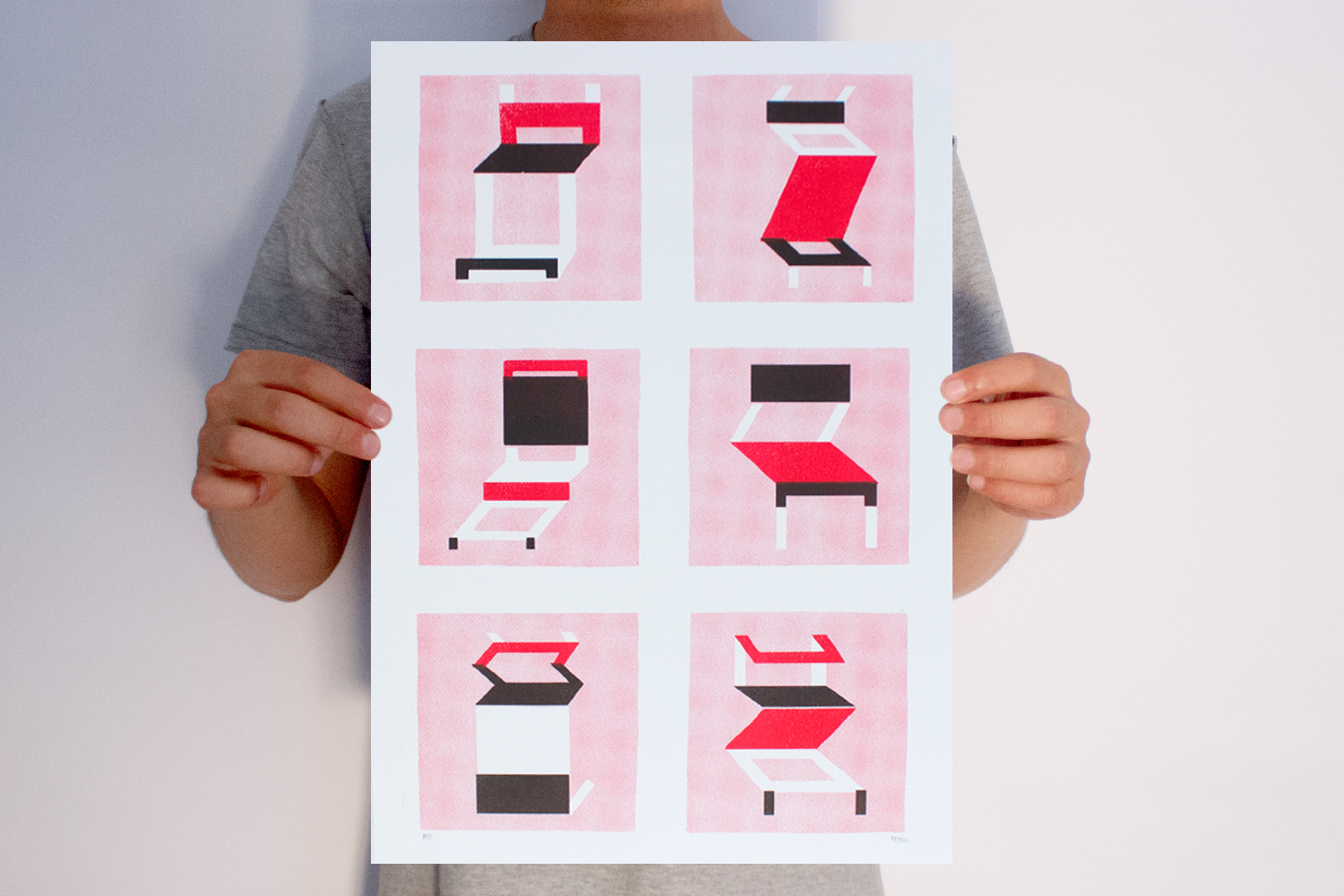
Grafický list vytištěný technologií risografie

Risograf (Risograph) je digitální vysokorychlostní tiskařský systém vyrobený společností Riso Kagaku Corporation. Původní zaměření na objemné kopírování je časem stále více nahrazené orientací na objemný tisk ať už z lokálního počítače nebo v síťovém prostředí. Mezi základní výhody Risografů patří jejich rychlost a spolehlivost v kombinaci s dlouhou životností a nízkými provozními náklady. Zmíněné nižší náklady oproti tisku na běžné inkoustové nebo laserové tiskárně dosahuje Risograf při tisku cca 30 a více stejných výtisků.

## Princip fungování
Základ technologie je velmi podobný tzv. mimeografu. Zahrnuje více procesů, které byly předtím vykonávané manuálně, například používání Riso Print Gocco systému nebo Gestetner systému.
Na základě naskenovaného originálu se vytvoří master (matrice), do kterého se pomocí termohlavy vypálí dírky, které vytvoří žádaný obraz. Tento master se poté navine na válec, z kterého je skrz vypálené dírky na masteru vtlačena barva. Rotačním pohybem válce v kontaktu s papírem se na papíru vytváří požadovaný obraz.
Jednoduchá technologie je zároveň v porovnání se standardní kopírkou resp. tiskárnou vysoce spolehlivá a zároveň dosahuje vysoké rychlosti (aktuálně max. 180 stran formátu A3 za minutu) při nízkých provozních nákladech. Během své běžné životnosti může obvykle RISO vytvořit cca 100 000 masterů a zhruba 8 000 000 tisků.
Způsob vytváření masterů je vyvinutý společností Toshiba. Zařízení pracující na podobném principu jako Risograf vyrábějí také společnosti Duplo a Ricoh s obchodními značkami Gestetner, Rex Rotary, Nashuatec.
Jelikož je v procesu tisku tak, jako v ofsetovém tiskovém zařízení použitá barva pro dosáhnutí požadovaného výsledku, není potřeba tepelné fixování barvy na papír na rozdíl od laserových tiskáren – tisk z Risografu může být dál zpracovaný jakoukoliv jinou tiskařskou metodou. V praxi to znamená, že např. výstup z Risografu může být následně přetisknutý v laserové tiskárně a naopak.
Pro školy, kluby, firmy, organizace, na politické kampaně, oběžníky, tiskopisy, skripta, manuály a jiné jednorázové tiskové úlohy Risograf překonává propast mezi standardními stolovými tiskárnami a velkokapacitními ofsetovými tiskovými zařízeními.
Risografy mají obvykle vyměnitelné tiskové válce, které umožňují použití více základních barev v rámci jednoho tisku. Modely série MZ mají ve standardní výbavě dva atramentové válce, které umožňují přímo dvoubarevný dokument během jednoho průchodu strojem.
Novější modely série HC využívají odlišnou technologii tisku podobnou klasickým atramentovým tiskárnám s cílem dosáhnout plnobarevný tisk (CMYK) při extrémně vysokých rychlostech tisku – až 120 stran (CMYK) za minutu.
Modely série HC využívají digitální piezoelektrickou ink-jetovou technologii tisku ForceJet, vyvinutou společností Olympus. Jde o takzvanou Line Ink-Jet Unit, což jsou v podstatě čtyři vysokorychlostní tiskové hlavy v podobě tyčovitých segmentů (pro každou tiskovou barvu jedna) pevně umístěných nad dráhou potiskovaného média. Šířka těchto segmentů odpovídá šířce maximální tiskové plochy. Tyto hlavy hlavy se nepohybují, ale dělají postupný nástřik atramentu na tisknuté médium v jeho plné šířce, což umožňuje extrémně vysokou produkční rychlost tisku. Tisk probíhá speciálním atramentem RISO HC Ink s podílem sójových olejů. Jejich zásobníky mají objem 1 litr a jsou umístěné v nejvyšší místě tiskového stroje, takže do tiskových hlav atrament stéká samospádem a proto není nutné používat jakékoliv pumpy.
Přímými nástupci série HC jsou nejnovější modely série CC (ComColor) – modely 3050/3010, 7050/7010, stejně jako vlajková loď celé série – model ComColor 9050.

## Risografie v Česku a ve světě
Risograf se stal také oblíbenou tiskařskou technikou pro autorské tisky a plakáty. V nultých letech nového století zaznamenal velký nárůst oblíbenosti v západní Evropě na scéně vydávaní tzv. zinů – nízkonákladových DIY časopisů.
V Praze působící Lukáš Parolek založil na risografické technologii nakladatelství Kudla Press (nebo také Kudla Wekstatt), kde vyrábí autorské publikace i publikace ve spolupráci na různých úrovních, jež se mnohdy ukazuje pro podobu finálního tiskového díla jako klíčová. Někdy navrhuje podobu knihy nebo sešitu, skladbu listů, vazbu, jindy dostane jenom pár kreseb a textový soubor. Často také spolupracuje s grafickými designéry. Doplňuje risografový tisk o další technologie, zejména ruční sítotisk, do vazby vkládá různé typy papíru, nebo tisky jinými technologiemi. Jeho práce se vyznačuje jednoduchostí a precizním zpracováním. Lukáš Parolek představuje zvláštní místo mezi různými světy – mezi uměním a řemeslem, ilustrací a konceptuálním uměním, DIY zinovou scénou a oficiální knižní kulturou. 
Mezi umělci, se kterými Kudla Press spolupracuje, najdeme především absolventy z Vysoké školy uměleckoprůmyslové v Praze, jako např. Juliána Chomová, Martin Prudil, David Krňanský nebo Martin Lukáč, mezi další patří třeba Pavla Malinová, Tomáš Roubal nebo Eva Jaroňová. Dalšími subjekty instituce, které tisknou v dílně Kudla Press jsou například galerii Etc., galerii Ferdinanda Baumanna, Berlinskej model, Nevan Contempo nebo Centrum pro současné umění Futura a jiné. Knihy vyrobené pomocí risografie několikrát získali ocenění Nejkrásnější kniha roku.